# 1785 en philosophie
Chronologie de la philosophie
- 1781
- 1782
- 1783
- 1784
- 1785
- 1786
- 1787
- 1788
- 1789

L’année 1785 a été marquée, en philosophie, par les événements suivants :

## Publications
- Thomas Reid : Essais sur les facultés intellectuelles de l'homme.

- David Williams (philosophe) : Lettres sur l'Éducation.
- Emmanuel Kant: La métaphysique des mœurs.